# Hiéroglyphe égyptien M1

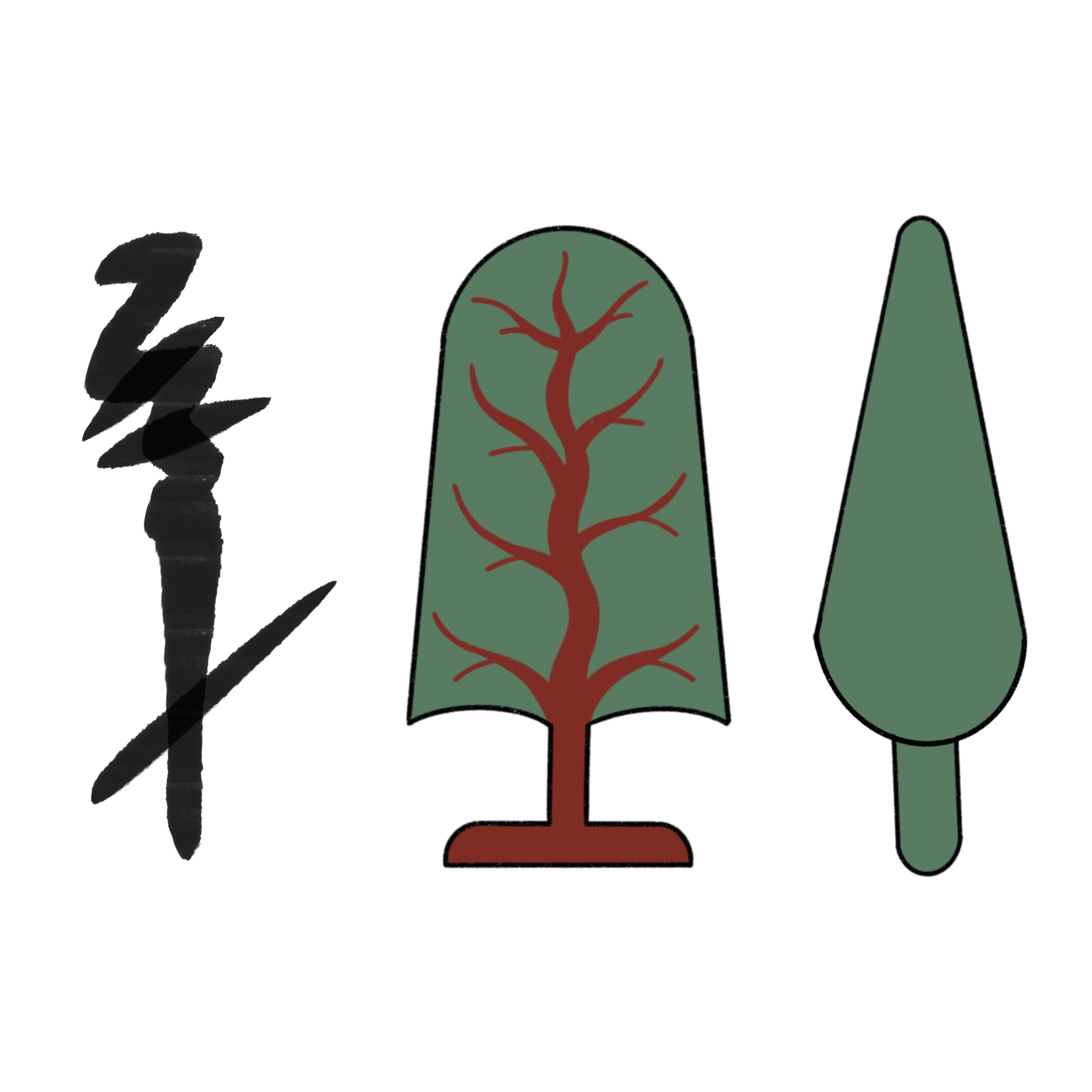
Version hiératique et hiéroglyphique

Pour les articles homonymes, voir Arbre (homonymie).
L'arbre, en hiéroglyphes égyptiens, est classifié dans la  section M « Arbres et plantes » de la liste de Gardiner ; il y est noté M1.

## Représentation
Il représente un arbre généralement très simplifié se voulant générique. Mais il peut avoir ses branches apparentes ou que son tronc soit rouge. En cursif et en hiératique, il est souvent barré d'un trait représentant une branche (hiéroglyphe du bois M3 formant la variante M1A) afin de ne pas le confondre à d'autre signe courant du fait de sa rareté. Il est translittéré jm, jȝm ou jmȝt.

## Utilisation
C'est un déterminatif des termes désignant un arbre ou un arbuste. Il est souvent triplé pour noter le pluriel.
| i | U1 | M1 |

| i | U1 | M1 |

d'où découle sa fonction tardive en tant que phonogramme bilitère de valeur jm ou trilitère de valeur jȝm (plus
| M1 | m |

| M1 | m |

| i | U1 | A&t | M1 | Y1V |

| i | U1 | A&t | M1 | Y1V |

## Exemples de mots
| mn · nw · nw · nw | M1 | M1 | M1 |

| mn · nw · nw · nw | M1 | M1 | M1 |

| M1 | w | N8 |

| M1 | w | N8 |

| M1 | m | w | pr |

| M1 | m | w | pr |